# Дворжак фон Вальден, Эвзебио
Эвзебио Дворжак фон Вальден (итал. Eusebio Dworzak von Walden; 1850 — 1905, Венеция) — австрийско-итальянский скрипач и музыкальный педагог (по разным данным — чешского или румынского происхождения).
Сын австрийского консула в Патрах; в молодости входил также в круг ведущих шахматистов региона. Учился у Дельфена Аляра. Окончил Лейпцигскую консерваторию, с 1873 года преподавал там же. Затем перебрался в Неаполь, где до конца жизни возглавлял кафедру скрипки и альта в Консерватории Сан-Пьетро-а-Майелла; среди его учеников, в частности, Гаэтано Фузелла, Альфредо и Луиджи д’Амброзио. Возглавлял струнный квартет. Опубликовал вызвавшую несколько ироническое отношение книгу «Скрипка, или анализ её механизма» (итал. Il violino, ossia analisi del suo meccanismo; 1883—1884) и брошюру «Визит аббата Листа в кружок дилетантов: Невыдуманный рассказ» (итал. Visita dell'abate Liszt ad un circolo di dilettanti: racconto aneddotico; 1887).
Эузебио Дворжаку посвящены концерт для скрипки с оркестром и две пьесы, «Вечное движение» и «Патетический романс», Никколо ван Вестерута.
Умер от солнечного удара.